# Pumpuri (przystanek kolejowy)
Pumpuri (ros. Пумпури) – przystanek kolejowy w miejscowości Jurmała, na Łotwie. Położony jest na linii Ryga (Torņakalns) - Tukums.